# Federação Paranaense de Remo
A Federação Paranaense de Remo, é a entidade que organiza e regulamenta o esporte no Paraná, está ligada a Confederação Brasileira de Remo (CBR), o esporte é praticado principalmente nas cidade de Londrina, Curitiba, Paranaguá, Ribeirão Claro, Santa Helena e Foz do Iguaçu.